# Hillerød
Hillerød város Dániában, Sjælland északi részén. Az azonos nevű Hillerød község központja, egyben az ország öt régiója közül az egyiknek, Hovedstaden régiónak a székhelye.

## Földrajz
Sjælland északkeleti részén, Koppenhágától 32 km-re északnyugatra fekszik.

## Történelem
A várost a 15. században alapították. A Frederiksborg kastély Észak-Európa legnagyobb reneszánsz kastélya.

## Gazdaság
Hillerød a gyógyszergyártás, a tudásipar és az oktatás egyik regionális központja.

## Turizmus
- Frederiksborg kastély: Észak-Európa legnagyobb reneszánsz kastélya, amely egy tó három szigetére épült. Sokáig királyi rezidencia volt, ma múzeumnak ad helyet. Hatalmas barokk kert veszi körül.
- Fredensborg palota: a királyi család nyári rezidenciája, a várostól északkeletre található.

## Személyek
- Itt született Carl Emil Dahlerup (1813–1890), Feröer kormányzója

## Testvérvárosok
- Gödöllő, Magyarország (1995) (2011-ben Hillerød lemondta együttműködési szándékát)